# Viernes de lokkos
Viernes de Lokkos fue un programa de entretención familiar emitido por Canal 13 de Chile. Los conductores son el periodista Eduardo Fuentes y la actriz Katty Kowaleczko. Los locutores son Rodrigo Cruz (incluye los archivos de humor de Canal 13 desde 1995 hasta 2009) e Iván Moya (incluye los imperdibles del programa del 2009 y el cine).

## Archivos de humor
El humor de los programas de Canal 13, desde 1995 hasta 2009, incluyen a Dinamita Show, Stefan Kramer, Álvaro Salas, Coco Legrand y Peter Veneno, entre otros.
- Datos: Q6161867